# Parlamento de Tuvalu
El Parlamento de Tuvalu (Tuvaluano: Fale i Fono) es el órgano unicameral que ostenta el poder legislativo de Tuvalu.

## Composición
Un candidato al parlamento debe ser ciudadano de Tuvalu y tener una edad mínima de 21 años. Votar en Tuvalu no es obligatorio. A los 18 años de edad, los tuvaluanos son elegibles para ser agregados a los padrones electorales. El parlamento tiene 15 miembros, cada uno de los cuales sirve por un período de cuatro años. Cada miembro es elegido por voto popular en uno de los ocho distritos electorales de las islas: siete islas eligen 2 miembros cada una, mientras que Nukulaelae está representado por 1 miembro.  Los residentes de Niulakita, la isla más pequeña, están incluidos en el censo electoral de Niutao.
El parlamento es responsable de la selección del Primer ministro de Tuvalu de entre sus filas y también del Portavoz del Parlamento mediante votación secreta. El presidente preside el parlamento. Los ministros que forman el Gabinete de Tuvalu son nombrados por el gobernador general con el consejo del primer ministro. El Fiscal General se sienta en el parlamento, pero no vota: el papel parlamentario del Fiscal General es puramente consultivo. El actual fiscal general es Eselealofa Apinelu.
Cualquier miembro del parlamento puede introducir legislación en el parlamento, pero en la práctica, como en la mayoría de los sistemas partidistas, esto ocurre principalmente a instancias del gabinete gobernante.  La legislación pasa por una primera, segunda y tercera lectura antes de ser presentada al Gobernador General de Tuvalu para su aprobación, como en otros sistemas Westminster. Sin embargo, una variación notable es que la legislación está obligada constitucionalmente a presentarse a los gobiernos locales (falekaupules) para su revisión después de la primera lectura;  luego pueden proponer enmiendas a través de su miembro del parlamento local.